# 第二言語
第二言語（だいにげんご）とは、その人が母語（第一言語）を習得した後に、あらためて学習し使用することができるようになった母語（第一言語）以外の言語。

## 概要
第二言語について世界的な統計をとると、英語、フランス語、中国語、アラビア語、ロシア語などを第二言語として学んでいる人の数が多い。（#世界規模の統計）
人が母語以外の言語を学ぶ動機や選ぶ方法はさまざまである。ひとつは、影響力が強く、広く選ばれている言語（話者が多い言語）を学ぶためである。世界的な視点で影響力を配慮して選ばれる場合もあり、また、地域ごとの影響力を配慮して、つまり住む地域に特に影響を持っている大国があればその言語を選ぶ、ということも行われる。
アメリカ英語は、アメリカ合衆国が第二次世界大戦で戦勝国となり、戦後の国際政治で中心的な役割を果たしたことや、同国の経済力も戦後は圧倒的で、突出した消費地であり、アメリカの企業と取引をすることのメリットも大きかったことなどの影響でアメリカ英語が世界的に広まり、その結果しばしば第二言語として学ばれてきた。
フランス語圏というのもそれなりの広がりを持っていて、その結果、第二言語として選ばれる。なおフランス語はルーマニア、レバノン、モルドバにおいて「外国語」とみなされうるが、ルーマニア語とフランス語はそもそも同じロマンス諸語に属する。ルーマニアにはフランスと歴史的なつながりがあり、フランコフォニー国際機関のメンバーである。レバノンの国家語はアラビア語であるが、レバノンはフランスに統治されていた時代があり（フランス統治時代）、フランス語も広まった。現在では独立し、フランス語は一応は「外国語」とみなされうるが、フランス語は今も行政上用いられている言葉でもあり、多くの大学ではフランス語（か英語）が使われ、フランコフォニー国際機関の一員である。というわけでレバノンなどでもフランス語が第二言語としてしばしば選ばれる。
イスラーム圏は中東だけでなく東南アジアにも広がっており、そうした国の国民のうちアラビア語を母語としない人であっても、クルアーンを学べばその記述言語であるアラビア語が学ばれることになり、しばしばそれが第二言語となる。特に、イスラーム教徒はクルアーンは改変してはいけなく、原則翻訳してはいけないものと考えており、そのままアラビア語のまま学び・理解し・暗記すべきものとされているので、クルアーンが経典として学ばれれば必然的にアラビア語が学ばれる、という関係になっている（キリスト教の聖書がかなり積極的に多言語に翻訳され、翻訳された状態で読まれるのとは状況が異なっている）。
東ヨーロッパ諸国の多くは、ソヴィエト連邦に属していた歴史があり、今も国内にロシア系の人々がかなりの割合住みロシア語を話しているなど今もロシアやロシア語の影響は強く、ロシアとの経済的なつながりも強いので、しばしばロシア語が第二言語に選ばれる。そして規模のあるロシア語話者コミュニティ(Russophone communities)が存在する。
方言/標準語の違いで、一種の別言語と見なす場合
また中国語・アラビア語などのように言語内での方言の文法・用法の差異が大きい言語では、統一された共通語(中国語の普通話、アラビア語のフスハーなど)を第二言語として学ぶ場合もある。この場合は、共通言語と方言のバイリンガルであるとも言える。

## 「第二言語」と「外国語」の関係
第二言語は外国語とは限らない。たとえばスイスの国家語はドイツ語、フランス語、イタリア語、ロマンシュ語の4言語であるので、スイス国民のうちドイツ語を母語として育った人が、次にフランス語やイタリア語やロマンシュ語を学ぶ場合は第二言語を学んでいることになるが、それは「外国語」ではない。自国語、自国の公用語である。また香港でも中国語と英語が公用語になっているので、香港の中国語を母語とする人が英語を第二言語として学ぶ場合も、自国の2言語のうちのもう片方を学んでいるのであって、「外国語」ではない。
エジプトはかつてイギリスの植民地であったが、現在では「イギリスは、かつての宗主国、かつ、今は外国」という扱いなので、現在エジプトにおいて英語を第二言語として学んでいる人は、「外国語である英語」を第二言語として学んでいることになる。
教育学において第二言語と外国語の区別がしばしば設けられることがあり、後者はその言語が話されていない地域のものである。

## 世界規模の統計
World Economic Forumによる2016年のレポートでは、世界の主要言語の第二言語話者の数は次のようになっている。
| 1 | フランス語   | 1億9200万人 |
| 2 | 英語         | 5億1000万人 |
| 3 | ロシア語     | 1億1500万人 |
| 4 | ポルトガル語 | 3200万人    |
| 5 | アラビア語   | 1億3200万人 |
| 6 | スペイン語   | 7000万人    |
| 7 | 中国語       | 1億7800万人 |
| 8 | ドイツ語     | 8500万人    |
| 9 | 日本語       | 1500万人    |

## 各国における状況

### アメリカにおける第二言語
アメリカ人は、アメリカ合衆国国内に多数存在するヒスパニック系住民（スペイン語話者）の影響もあり、スペイン語を第二言語として学ぶことが多い。
また、フランス語も多く学ばれている。

### フランスにおける第二言語
隣接国のドイツ語やスペイン語を中心に学ばれており、また、英語も多く学ばれている。